# La Répara-Auriples
La Répara-Auriples är en kommun i departementet Drôme i regionen Auvergne-Rhône-Alpes i sydöstra Frankrike. Kommunen ligger i kantonen Crest-Sud som tillhör arrondissementet Die. År 2022 hade La Répara-Auriples 255 invånare.

## Befolkningsutveckling
Antalet invånare i kommunen La Répara-Auriples
Referens:INSEE